# Maria Branyas Morera
Pour les articles homonymes, voir Morera.
Maria Branyas Morera, née le 4 mars 1907 à San Francisco et morte le 19 août 2024 à Olot, est une supercentenaire américano-espagnole devenue le 17 janvier 2023, la doyenne de l'humanité à l'âge de 115 ans, 10 mois et 13 jours. Elle fait partie des 10 personnes vérifiées à avoir vécu le plus longtemps de l’histoire.

## Biographie
Maria Branyas Morera est la fille d'un journaliste de Pampelune et d'une Barcelonaise partis vivre aux États-Unis. Elle naît le 4 mars 1907 à San Francisco, en Californie, mais sa famille revient en Espagne au cours de son enfance.
Son père meurt de la tuberculose alors qu'elle n'a que 8 ans. En juillet 1931, María Branyas Morera se marie avec Joan, un médecin avec qui elle aura trois enfants. Elle a onze petits-enfants et treize arrière-petits-enfants. Plusieurs membres de sa famille dépassent l'âge de 90 ans.
De 2019 à sa mort, elle est la personne la plus âgée d'Espagne. En avril 2020, elle contracte la Covid-19 et survit à la maladie. Les chercheurs de l'Institut de recherche Josep Carreras étudient sa longévité et trouvent que « l'âge de ses cellules est inférieur de 14 ans à celui indiqué par son ADN ». Elle n'est pas victime de maladies cardiovasculaires ou de problèmes de mémoire mais souffre de difficultés motrices et auditives.
À partir de 2000, elle vit dans une maison de retraite à Olot en Catalogne.
Après le décès de la Française Lucile Randon (sœur André), le 17 janvier 2023, à l'âge de 118 ans et 340 jours, elle devient la nouvelle doyenne de l'humanité. Elle dispose d'un compte sur Twitter, sous le nom de Super àvia catalana (Super grand-mère catalane) depuis 2019 où elle partage ses réflexions. 
Maria Branyas Morera meurt le 19 août chez elle à Olot dans son sommeil, à l'âge de 117 ans et 138 jours. Le titre de doyenne de l'humanité revient à la Japonaise Tomiko Itooka.